# Диомедонт (эпистат Селевкии)
Диомедонт (др.-греч. Διομέδων) — селевкидский чиновник, эпистат Селевкии на Тигре в 221 году до н. э. Управлял городом во время восстания Молона, сатрапа Мидии; когда восставшие разбили царские войска под руководством Ксенойта, бежал из города.

## Биография
О Диомедонте упоминает античный историк Полибий из Мегалополиса в своей «Всеобщей истории». По состоянию на 222 год до н. э. Диодемонт был правителем столичного города Селевкии на Тигре в должности эпистата. Исследовательница Наталья Сивкина отмечала, что Полибий, описывая события в Азии, только в отношении Диомедонта использовал термин «эпистат». Антиковед Элиас Бикерман указывал, что данный титул в государстве Селевкидов носили только правители Селевкии Пиерии и Селевкии на Тигре. По мнению историка, Диомедонт как представитель верховной власти был, видимо, доверенным лицом царя, избранным среди граждан колонии — «в некотором роде „президентом“ общины». Историк Иванна Савали-Лестрейд отмечала, что этническое происхождение Диомедонта неизвестно, он мог быть как греком, так и македонянином.
В 222 или, по другим сведениям, в 221 году до н. э. против недавно взошедшего на престол государства Селевкидов царя Антиоха III восстал сатрап Мидии — Молон, которого поддержал его брат, сатрап Персиды, Александр. Мятежникам вначале удалось добиться значительных успехов: в частности, они разбили селевкидское войско под предводительством стратега-автократора Ксенойта из Ахейи. Диомедонт бежал вместе с местным провинциальным администратором Зевксисом, тем самым оставив Селевкию на Тигре беззащитной, благодаря чему Молон смог с лёгкостью овладеть городом. Историк Джон Гиллис объяснял бегство Зевксиса и Диомедонта тем, что они были особенно неприятны повстанцам и в случае пленения, скорее всего, были бы «подвергнуты самым ужасным жестокостям». По мнению французского антиковеда Эдуара Вилла, Диомедонт покинул город по приказу Зевксиса. Он указывал на то, что последующие гонения на жителей Селевкии на Тигре, организованные министром Антиоха III Гермием, были направлены против сдавшего город Зевксиса, который возвысился после победы над Молоном и составлял опасную конкуренцию сановнику.
Историк Джон Гренджер отмечал, что Диомедонт не упоминался в источниках после того как бежал от Молона. По предположению исследователя, эпистат командовал отрядами на Ефрате во время похода Антиоха III против мятежников.
Анализируя сведения Полибия, историки С. В. Смирнов и А. И. Юрин считали, что Диомедонт имел значительные военные полномочия — и «был обязан или, по крайне мере, мог сдержать восстание» Молона.

### Первичные источники
- Полибий. Всеобщая история. — Москва: АСТ, 2004. — Т. 1. — 765 с.

### Исследования
- Бикерман Э. Государство Селевкидов / Пер. с франц. Л. М. Глускиной. — Москва : Главная редакция восточной литературы издательства «Наука», 1985. — 264 с.
- Сивкина Н. Ю. К вопросу об использовании Полибием термина «Эпистат» // Известия высших учебных заведений. Поволжский регион. Гуманитарные науки. — 2015. — № 1 (33). — С. 5—12.
- Смирнов С. В., Юрин А. И. Эпистаты в государствах Антигонидов и Селевкидов // Проблемы истории, филологии, культуры. — 2012. — № 4. — С. 204—213. — ISSN 1992-0431.
- John Gillies[англ.]. History of Ancient Greece, its Colonies and Conquests :  [англ.]. — T. Cadell and W. Davies, 1820. — Vol. 2, Part 2.
- John D. Grainger. A Seleukid Prosopography and Gazetteer :  [англ.]. — Brill, 1997. — 818 p. — ISBN 9004107991.
- John D. Grainger. The Seleukid Empire of Antiochus III, 223-187 BC :  [англ.]. — Pen & Sword, 2020. — 240 p. — ISBN 9781526774934.
- Ivana Savalli-Lestrade. Comment on écrit l'histoire hellénistique. À propos d'un livre récent sur la place des élites civiques dans le royaume séleucide :  [фр.] // Revue des Études Grecques. — 1998. — Vol. 111, № 1. — P. 308—322. — ISSN 00352039. — JSTOR 44261546.
- Édouard Will[фр.]. Les premières années du règne d'Antiochos III (223-219 av. J.-C.) :  [фр.] // Revue des Études Grecques. — 1962. — Vol. 75, № 354/355. — P. 72—129. — ISSN 00352039. — JSTOR 44275121.